# Persea indica
Persea indica là một loài thực vật thuộc họ Lauraceae. Loài này có ở Bồ Đào Nha (Açores và Madeira) và Tây Ban Nha (quần đảo Canary). Chúng hiện đang bị đe dọa vì mất môi trường sống.

## Hình ảnh

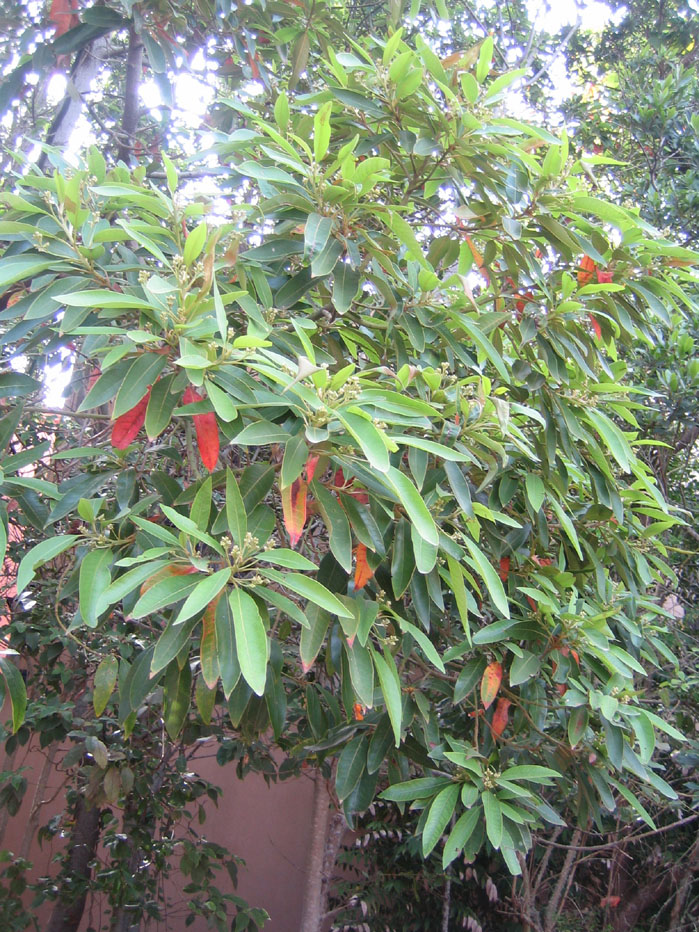
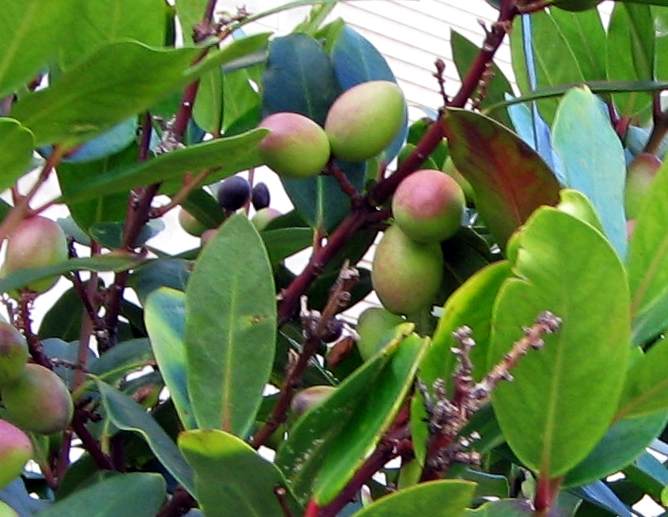
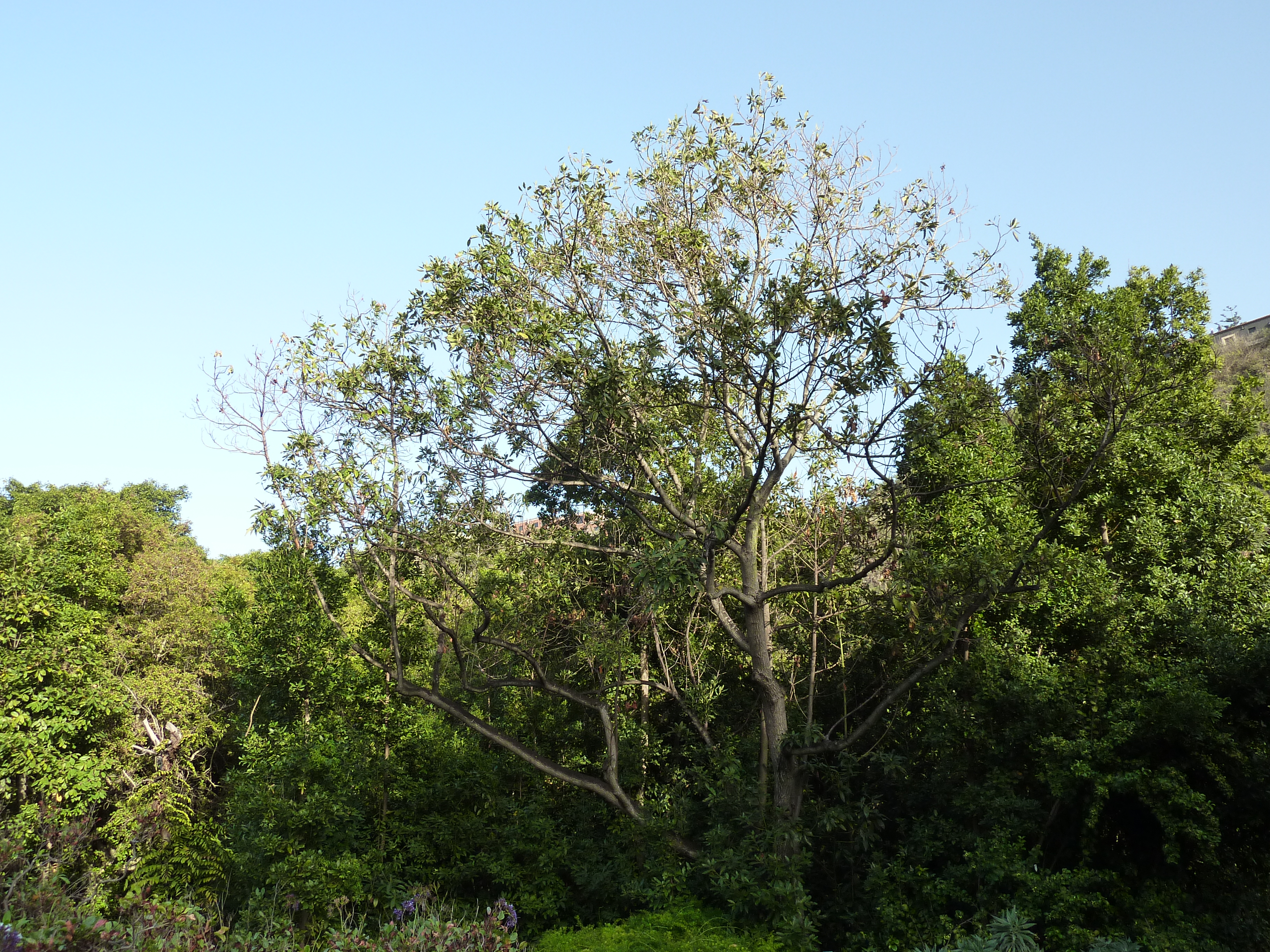
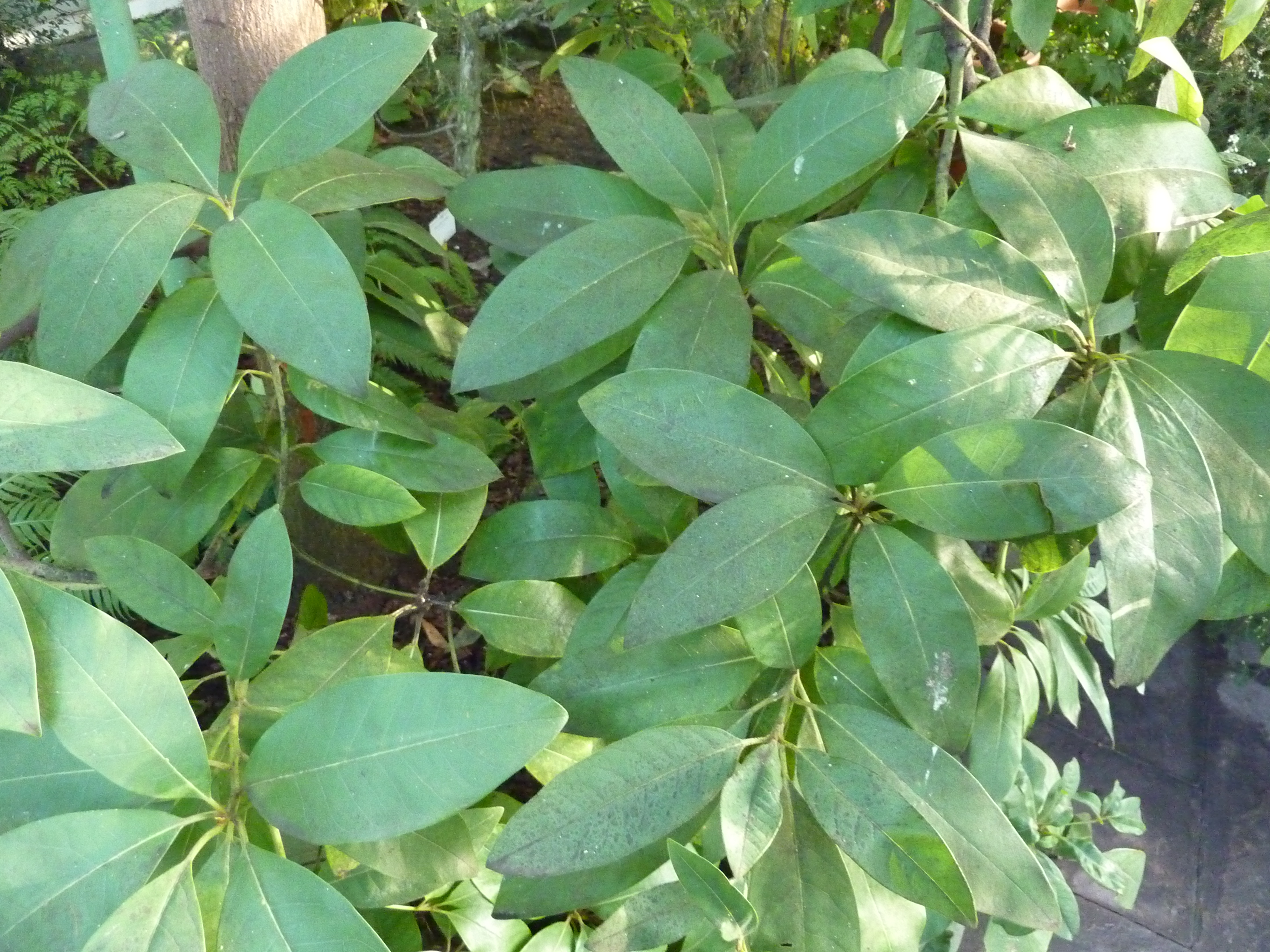